# Vohimanitra
Vohimanitra is een plaats en gemeente in Madagaskar gelegen in het district Manakara van de regio Vatovavy-Fitovinany. Er woonden bij de volkstelling in 2001 ongeveer 6000 mensen.
In de plaats is basisonderwijs beschikbaar. 47,5% van de bevolking is landbouwer en 47,5% van de bevolking houdt zich bezig met veeteelt. Het belangrijkste gewas is koffie en rijst, maar er wordt ook suikerriet en cassave verbouwd. 5% van de bevolking is werkzaam in de dienstensector.